# Toyota Alphard
La Toyota Alphard è un'autovettura di medie dimensioni prodotta dalla casa automobilistica giapponese Toyota dal 2008 in quattro generazioni. È a trazione anteriore. L'unica carrozzeria disponibile è monovolume cinque porte. Il modello è anche commercializzato con il nome Toyota Vellfire, che è caratterizzato da una linea diversa.  

## La prima serie: 2002-2008

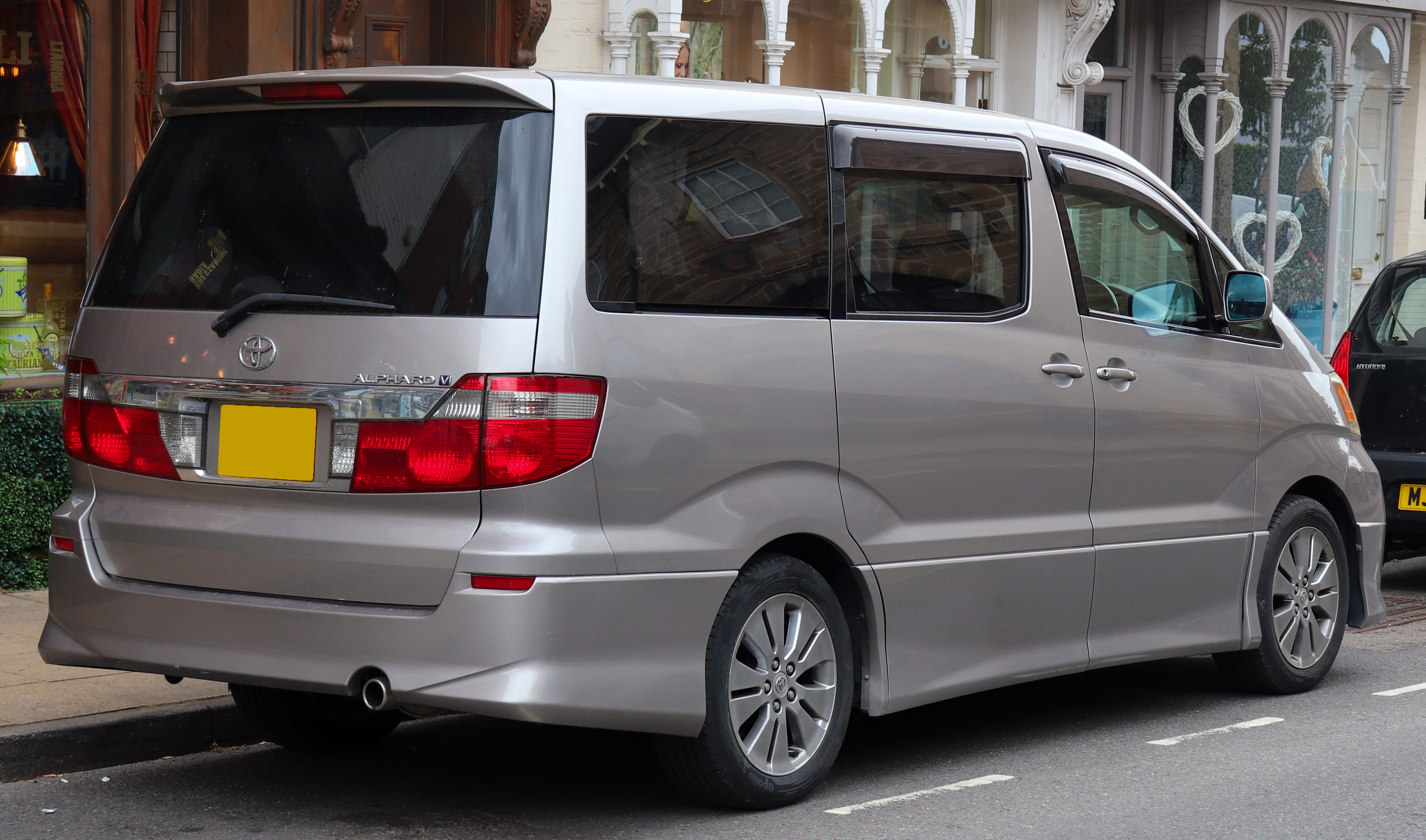
Il retro di una Toyota Alphard prima serie

La Alphard è stata introdotta nel 2002 come concorrente della Nissan Elgrand e della Honda Elysion. Grazie ai suoi numerosi componenti elettronici, caratteristiche di comfort e sicurezza, è la monovolume Toyota più venduta in Giappone. La prima serie della Alphard è alimentata da un motore a benzina a quattro cilindri in linea da 2,4 L di cilindrata erogante 160 CV di potenza e 220 N⋅m di coppia, un quattro cilindri in linea da 2,4 L di cilindrata erogante 211 CV di potenza e 220 N⋅m, e un V6 da 3 L di cilindrata erogante 201 CV di potenza e 257 N⋅m. È a trazione anteriore, mentre il cambio è automatico a quattro o cinque rapporti (quest'ultimo disponibile dopo il restyling del 2005). È disponibile anche in versione a trazione integrale. Nel 2005 la Alphard, come già accennato, venne rivista e fu dotata di nuovi fanali posteriori e cerchioni in alluminio con diametro di 16" o 17". Da allora è offerta anche la versione con motore ibrido. Dal 2007 sono disponibili come optional il sistema di navigazione G-BOOK e la telematica (solo per il mercato giapponese).

## La seconda serie: 2008-2015

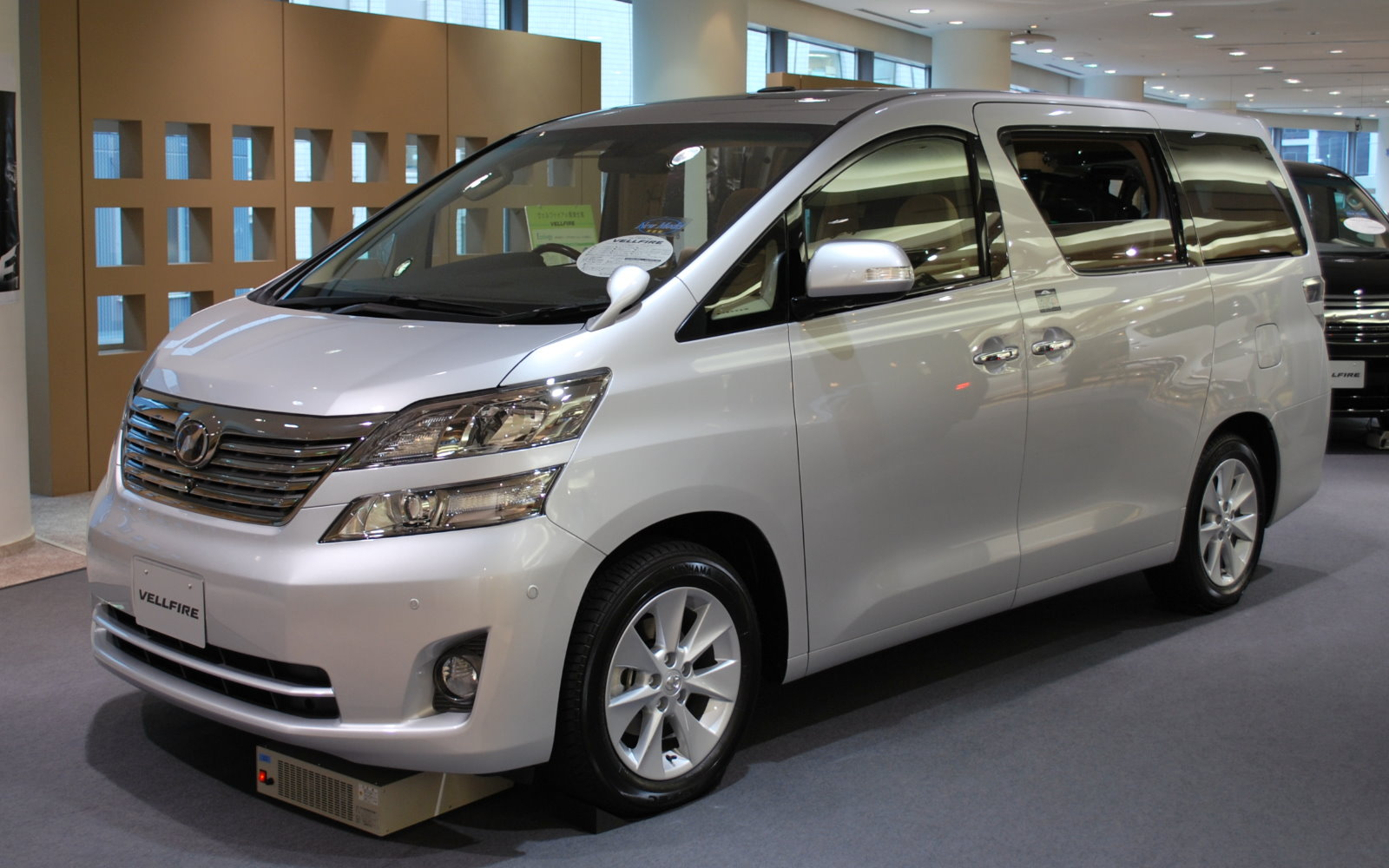
Una Toyota Vellfire seconda serie

Nell'aprile 2008, l'Alphard è stata completamente ridisegnata con esterni più moderni e interni più lussuosi. I motori a benzina sono stati ripresi dalla serie precedente, ma hanno prestazioni decisamente superiori. Il quattro cilindri in linea eroga ora 170 CV di potenza e ha una coppia di 235 N⋅m. Per il V6 i valori corrispondenti sono 280 CV e 330 N⋅m. Si può scegliere tra un cambio automatico a 6 marce o 7 rapporti. 

## La terza serie: 2015-2023-

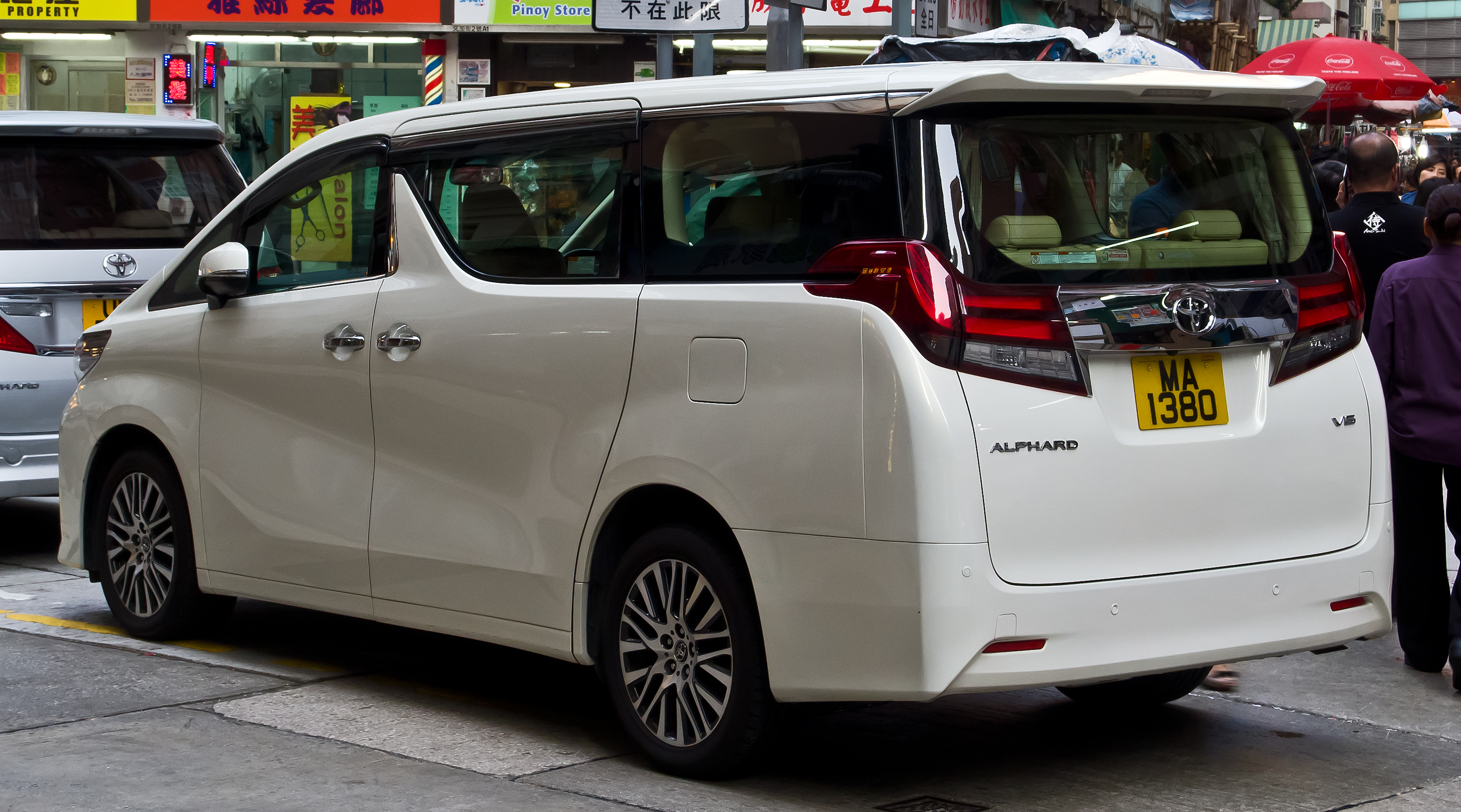
Una Toyota Alphard terza serie

La Toyota ha presentato la terza generazione dell'Alphard il 26 gennaio 2015. Il veicolo è stato oggetto di un restyling all'inizio del 2018. La Lexus LM, presentata al salone dell'automobile di Shanghai nell'aprile 2019, è basata sull'Alphard. La terza serie della Alphard è alimentata da un motore a benzina a quattro cilindri in linea da 2,5 L di cilindrata erogante 170 CV di potenza e 183 N⋅m di coppia e un V6 da 3,5 L di cilindrata erogante 270 CV e 336 N⋅m. Si può scegliere tra cambi automatici a 6 marce, 7 marce e 8 marce. 

## La quarta serie: 2023-

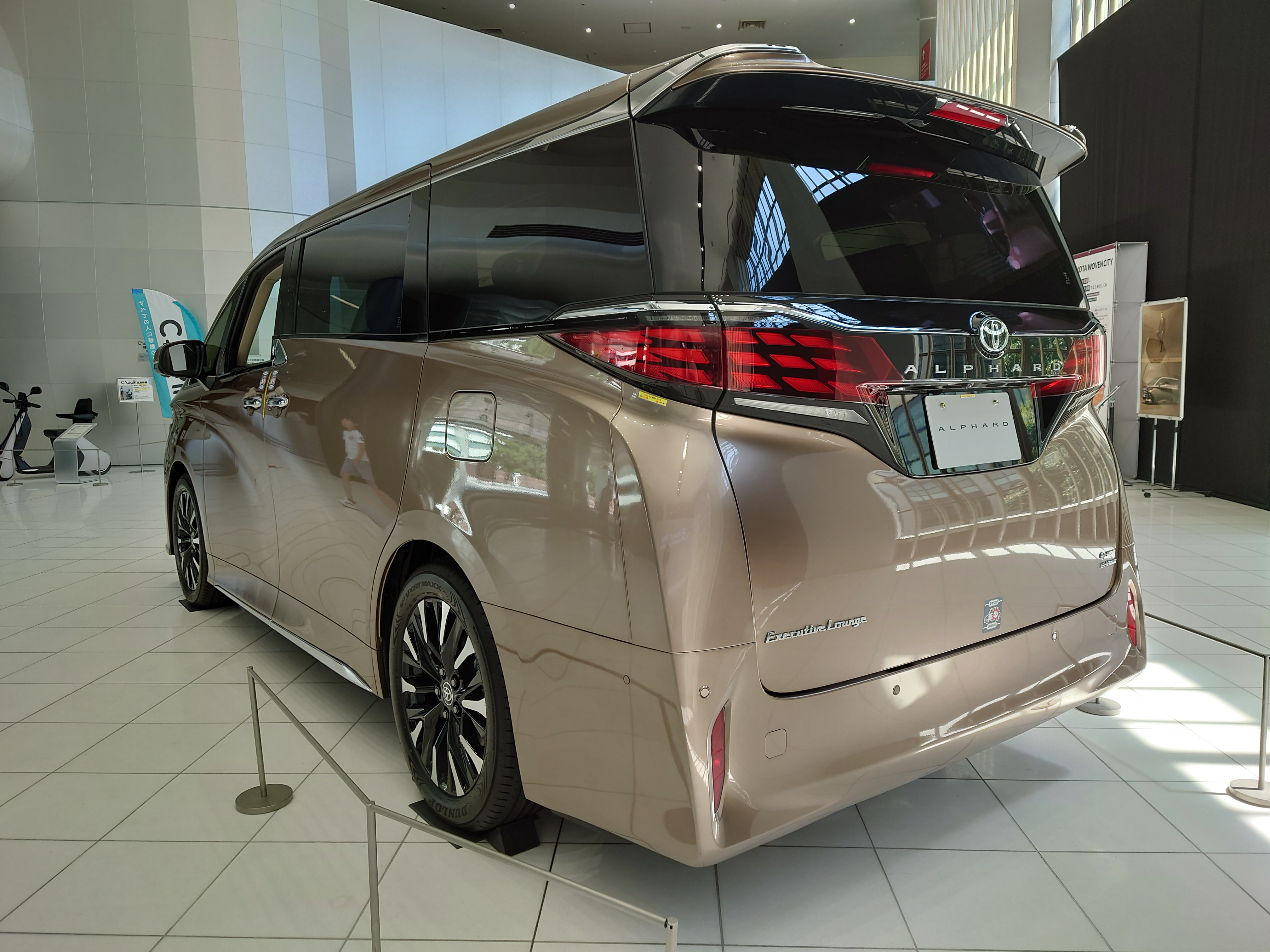
Retro di una Toyota Alphard quarta serie

La quarta generazione della serie si basa ora sul sistema modulare TNGA - K. Il telaio ha montanti MacPherson nell'avantreno e un asse posteriore a doppio braccio oscillante. Nel dicembre 2024 il modello è stato presentato anche in versione a trazione ibrida plug-in con un motore a quattro cilindri in linea da 2,5 L di cilindrata erogante 207 CV di potenza e 252 N⋅m di coppia. Erano anche offerti un motore a benzina a quattro cilindri in linea da 2,5 L erogante 180 CV e 252 N⋅m, la cui versione turbo da 2,4 L erogava 278 CV e 460 N⋅m. Era anche offerto un modello ibrido da 2,4 L erogante 207 CV e 252 N⋅m. Il cambio è automatico o continuo a 8 rapporti.